# Grão-Principado de Moscou
O Grão-Ducado de Moscou (português brasileiro) ou Grão-Ducado de Moscovo (português europeu) (em russo:  Великое княжество Московское, transl. Velikoye knyazhestvo Moskovskoye), também conhecido como Principado de Moscou (em russo:  княжество Московское), Moscóvia ou Grão-Principado de Moscou, foi a entidade política antecessora do Império Russo e sucessora da Rússia de Kiev nas suas terras nórdicas. Este período da história da Rússia costuma situar-se entre os princípios do século XIV até ao princípio do século XVIII. Moscou era o local de origem dos czares russos.

## Evolução e ascensão da Moscóvia
Quando os mongóis invadiram as terras da Rússia de Quieve, Moscou não passava de um insignificante posto de comércio no principado de Vladimir-Susdália. No inverno de 1238, os mongóis incendiaram a cidade, além de, em um ataque punitivo, a terem saqueado, em 1293. Apesar disso, a localização remota, situada em uma área de florestas, oferecia certa segurança contra os ataques mongóis e a ocupação e muitos rios ofereciam acesso para os mares Báltico e Negro e a região dos montes Cáucasos. No entanto, o mais importante para o desenvolvimento de Moscou no que viria a ser o estado da Moscóvia, foi o papel desempenhado por uma série de príncipes ambiciosos, determinados e com muita sorte. O primeiro governante do principado de Moscou, Daniel (morto em 1303), assegurou o principado para seu ramo da Dinastia ruríquida. Seu filho Ivã I, que governou Moscou entre 1325 e 1340 e tornou-se conhecido como Ivã Calita, obteve de seus mestres mongóis o título de Grão-Príncipe de Vladimir, tendo colaborado com os mongóis e colecionado tributos de outros principados russos em seu nome. Tal relação proporcionou a Ivã uma maior projeção regional, em especial sobre o principal rival da Moscóvia, a cidade de Turóvia. Em 1327, a residência do metropolita ortodoxo foi transferida de Vladimir a Moscou, aumentando ainda mais o prestígio do novo principado sobre os demais. Em 1392, o cã da Horda Dourada concedeu Nijni Novgorod a Moscou em agradecimento a alianças militares.
No século XV, os grão-príncipes da Moscóvia começaram a reunir as terras russas para aumentar a população e riqueza sob seu domínio. O mais bem sucedido foi Ivã III, o Grande, que governou Moscou entre 1462 a 1505. Em 1478, conquistou Novogárdia Magna e em 1485 Turóvia, e através de herança obteve parte da província de Resânia e os principados de Rostov e Jaroslávia subordinaram-se de forma voluntária à sua autoridade. Porém seu maior feito foi ter libertado os principados russos de quase dois séculos e meio de jugo tártaro-mongol, derrotando-os em 1480 na Batalha do rio Ugra. No início do século XVI todas essas terras estavam virtualmente unidas. Pescóvia nessa época continuou independente, porém seu filho Basílio III (reinou de 1505 a 1533) a conquistou.
Ivã III foi o primeiro governante moscovita a utilizar os títulos de czar e "Soberano de todas as Rússias", uma ideia inspirada no Império Bizantino, após a libertação do jugo da Horda. Ivã ainda competiu com a Lituânia, seu poderoso rival ocidental, pelo controle de alguns dos antigos principados semi-independentes da Rússia de Quieve no alto Dniepre e na bacia do Rio Donets. Através da deserção de alguns príncipes, atritos de fronteiras e uma longa e inconclusiva guerra contra a Lituânia, que terminou apenas em 1503, Ivã III foi capaz de avançar na direção oeste, e o território moscovita triplicou de tamanho sob seu reinado.
No começo do século XVI o estado Russo passou a ter como meta o retorno de todos os territórios russos perdidos por conta da invasão mongol e para proteger as terras fronteiriças contra ataques das hordas. O nobre, recebendo do soberano, ficou obrigado de servir no exército. Tal sistema tornou-se a base do exército de cavalaria nobre.

## Evolução da autocracia russa

### A consolidação
A consolidação interna foi acompanhada no plano externo pela expansão territorial do Estado. No século XV, os governantes da Moscóvia consideraram todo o território russo como sua propriedade coletiva. Vários principados semi-independentes da linhagem Ryurikida reivindicavam algum território em especial, porém Ivã III forçou os principados menores a reconhecer o grão-príncipe da Moscóvia e seus descendentes como governantes inquestionáveis com controle sobre assuntos militares, judiciais e externos.
Aos poucos, o governante moscovita emergiu como um governante poderoso, autocrático, um czar. Ao assumir tal título, o governante moscovita assumiu que era um grande governante ou imperador à altura do imperador bizantino ou do "khan" mongol. Após o casamento de Ivã III com Sofia Paleóloga, a sobrinha do último imperador bizantino, a corte moscovita adotou títulos, rituais e costumes bizantinos, além de símbolos como a águia de duas cabeças. De início, o termo bizantino autocrata indica apenas o significado literal de um governante independente, porém, no reinado de Ivã IV, o Terrível (1533-1584) passou a significar governo ilimitado. Ivã IV foi coroado czar e foi reconhecido, pelo menos pela Igreja Ortodoxa Russa, como imperador. Um monge ortodoxo reivindicou que, quando Constantinopla caiu diante do Império Otomano em 1453, o czar moscovita era o único governante legítimo ortodoxo e que Moscou era a Terceira Roma porque era o sucessor final da Antiga Roma e Constantinopla, os centros da cristandade nos primeiros períodos. Tal conceito ressoou na auto-imagem dos russos nos próximos séculos.

### Os boiardos
Os boiardos eram nobres hereditários em três categorias:
- Príncipes Ryurikidas de cidades do Alto Oka, Suzdal, Rostov, Yaroslav e outras que viviam em Moscou após seus principados hereditários serem incorporados na Moscóvia (e.g., Shuisky, Vorotynsky, Repnin, Romodanovsky);
- Príncipes estrangeiros da Lituânia e da Horda de Ouro, reivindicando serem descendentes tanto do Grão Duque Gediminas ou de Genghis Khan (e.g., Belsky, Mstislavsky, Galitzine, Trubetskoy);
- Antigas famílias da nobreza moscovita que foram lembradas em serviço de Grão-Duques do século XIV (e.g., Romanov, Godunov, Sheremetev).

Boiardos Ryurikidas e Gediminidianos, cujos pais e avôs eram príncipes independentes, sentiram que eles eram parentes do czar e portanto igual a ele. Durante o período de perturbações dinásticas, como por exemplo os anos da menoridade de Ivã IV, os boiardos constituíram-se uma força interna que se tornou um perigo permanente ao trono. Uma forma inicial de conflitos entre os boiardos e o czar foi a Opríchnina de Ivã IV, o Terrível.
Durante tais conflitos, Ivã IV, o Terrível, Boris Godunov, e alguns czares posteriores viram a necessidade de se contrapor os boiardos criando um novo tipo de nobreza, baseada na devoção pessoal ao czar e méritos de serviço, por hereditariedade. Depois tais novos nobres foram chamados de dvoryans (singular: dvoryanin). O nome vêm da palavra russa dvor que significa o dvor do czar, i.e., a corte. Daí a expressão pozhalovat ko dvoru, i.e., ser chamado a (servir) a corte.

## Ivã IV, o Terrível
O desenvolvimento do poder autocrático do czar alcançou seu apogeu durante o reinado de Ivã IV, que se tornou conhecido como a Terrível (seu epíteto russo, Groznyy, significado ameaçador ou aterrador). Ivã assumiu a posição de czar a um nível sem precedentes, demonstrando os riscos de um poder nas mãos por um indivíduo mentalmente instável. Apesar de aparentemente ser inteligente e enérgico, Ivã sofria de paranóia e depressão, e seu governo foi marcado por atos de extrema violência.
Ivã IV tornou-se o grão-príncipe da Moscóvia em 1533 aos três anos de idade. As facções boiardas Shuisky e Belsky disputavam o controle da regência até Ivã assumir o trono em 1547. Refletindo as novas reivindicações imperiais da Moscóvia, a coroação de Ivã como czar foi um elaborado ritual modelado após começar seu reinado com uma série de reformas úteis. Nos anos 1550 promulgou um novo código de leis, reestruturou o exército e reorganizou o governo local. Tais reformas sem dúvida foram feitas com o intuito de fortalecer o Estado diante das guerras contínuas.
No final dos anos 1550, Ivã tornou-se hostil a seus conselheiros, o governo e os boiardos. Os historiadores ainda não determinaram se tais rixas foram ocasionadas por diferenças políticas, ódio pessoal ou desequilíbrio mental. Em 1565 dividiu a Rússia em duas partes: seu domínio pessoal e o domínio público. Para seu domínio privado, Ivã escolheu os mais prósperos e importantes distritos da Rússia. Nessas área os agentes do czar atacaram boiardos, mercadores e por vezes pessoas comuns, executadas sumariamente com suas propriedades e bens confiscadas.
Isso começou uma década de terror na Rússia. Como resultado desta política, chamada a oprichnina, Ivã destruiu o poder político e econômico das principais famílias boiardas, deste modo destruindo precisamente estas pessoas que construíram Moscóvia e eram as mais capacitadas a administrá-las. Isso refletiu com a diminuição do comércio, e os camponeses, diante de taxas enormes e ameaças de violência, começaram a deixar a Rússia. Esforços para a estimular mobilidade dos camponeses para mantê-los em suas terras levou a Rússia a uma situação próxima a servidão legalizada. Em 1572, Ivã abandonou as práticas da oprichnina.
Apesar da turbulência interna do final do período de Ivã, a Rússia continuou com suas guerras de expansão. Em 1552 anexou o Canato de Cazã no médio Volga e em 1556 foi a vez do Canato de Astrakhan cair sob seu domínio. Assim a Rússia ganhou acesso ao Mar Cáspio e o Rio Volga, estendendo suas fronteiras às proximidades da Sibéria e da Ásia Central. Na direção leste a expansão russa encontrou pouca resistência. Em 1581, a família mercantil Stroganov, interessada no comércio de peles, patrocinou o líder cossaco Yermak Timofeyevich para liderar uma expedição na Sibéria Ocidental. Como resultado desta campanha Yermak derrotou o Canato da Sibéria e reivindicou os territórios a oeste dos rios Ob e Irtysh para a Rússia.
Porém a expansão ao noroeste, em direção ao mar Báltico, provou ser muito mais difícil. Em 1558 Ivã invadiu a Livônia, que levou a uma guerra que durou 25 anos contra Polônia, Lituânia, Suécia e Dinamarca. Apesar de alguns sucessos, o exército de Ivã, e a Rússia falhou em assegurar uma posição no Mar Báltico, coisa que só viria a conseguir com Pedro, o Grande. Em 1571 Devlet-Giray, cã da Crimeia, com um exército de 120 mil cavaleiros devastou Moscou e capturou uma grande quantidade de escravos. As fronteiras da Moscóvia passaram a ser invadidas praticamente que anualmente pela Horda Nogai e o Canato da Crimeia, vitimando milhares de russos. Diante de tal situação a fronteira sul passou a ser protegida por milhares de soldados -- um pesado fardo para o Estado que enfraqueceu seu desenvolvimento social e econômica. As guerras prejudicaram a Rússia. Alguns historiadores acreditam que Ivã criou a oprichnina para mobilizar recursos para suas guerras e calar a oposição quanto a isso. Independente do motivo, as políticas interna e externa de Ivã tiveram um efeito devastador na Rússia, levando-a a um período de guerra civil e lutas civis, como foi caracterizado o Período dos Problemas.

## Período de confusão

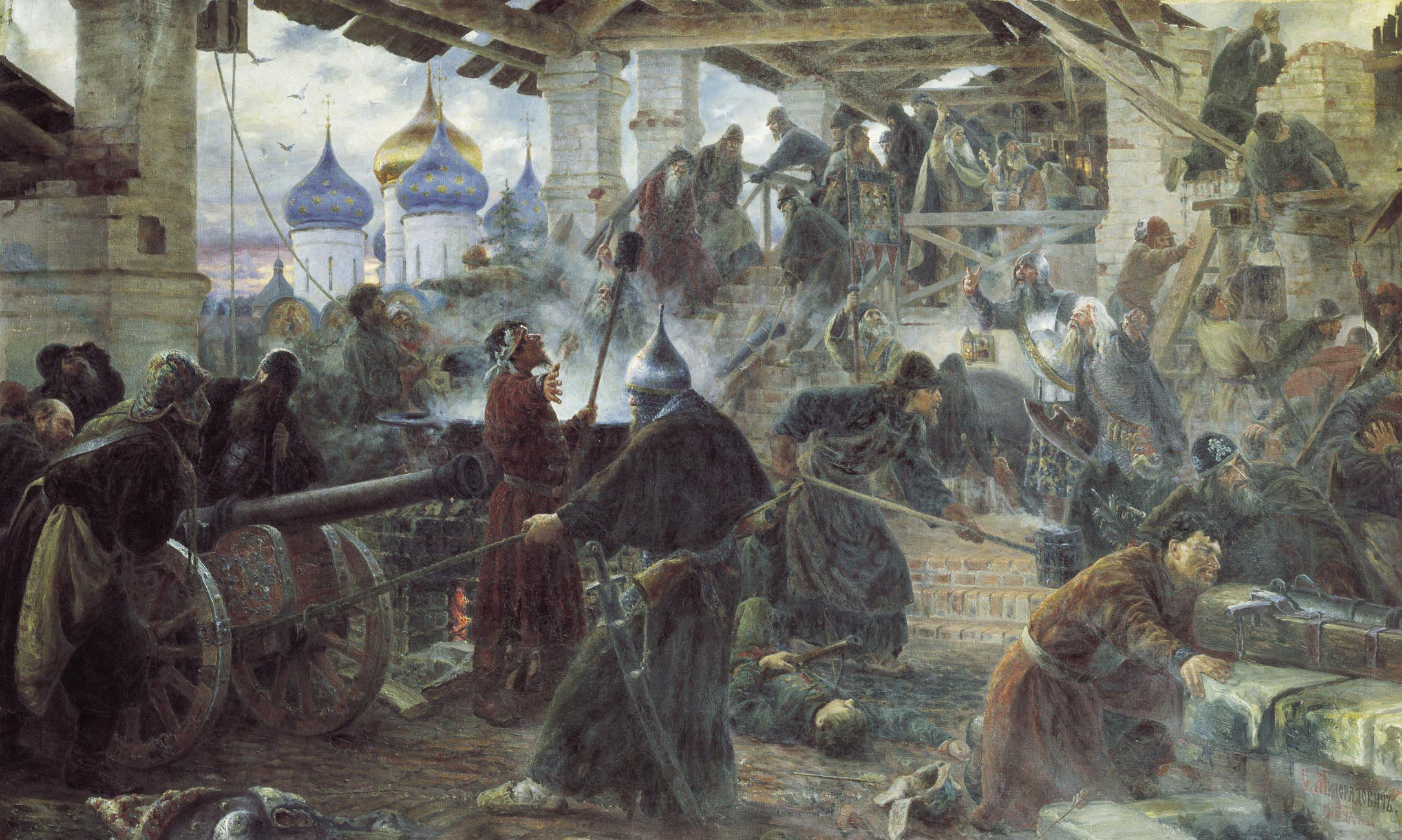
Pintura do artista russo Sergei Miloradoviche: “Defesa da Lavra da Trindade de São Sérgio” (A imagem descreve um episódio do Tempo de Dificuldades - o cerco da Lavra da Trindade-São Sérgio pelas tropas de Sapieha).

Ivã IV foi sucedido por seu filho Teodoro, que era mentalmente deficiente. O poder então nas mãos do boiardo Boris Godunov, cunhado de Teodoro. Talvez o mais importante acontecimento do seu reinado foi a proclamação do patriarcado de Moscou em 1589. A criação do patriarcado culminou na criação de uma Igreja Ortodoxa Russa separada e totalmente independente do Estado.
Em 1598 Teodoro morreu e com ele terminou a dinastia Ruriquida, já que ele não tinha herdeiros. Godunov então promoveu um Zemski Sobor, uma assembleia nacional de boiardos, oficiais da Igreja e plebeus, que o proclamaram czar, apesar de várias facções boiardas terem recusado tal decisão. Safras ruins causaram fome em larga escala entre 1601 a 1603, e durante, e em meio às revoltas e descontentamento da população, surgiu um homem dizendo ser Dimitri, o filho de Ivã IV que faleceu em 1591. Este pretendente ao trono, que se tornou conhecido como Falso Dimitri, ganhou apoio da Polônia e marchou a Moscou, ganhando seguidores entre os boiardos e outros elementos da sociedade russa. Alguns historiadores especulam que Godunov poderia resolver tal crise, porém ele faleceu em 1605. Como resultado, Falso Dimitri I entrou em Moscou e foi coroado czar no mesmo ano, após o assassinato do czar  Teodoro II, filho de Godunov.
Os monges defenderam com sucesso a Lavra da Trindade-São Sérgio contra os poloneses de setembro de 1609 a janeiro de 1611. Subsequentemente, a Rússia entrou em período de caos constante, conhecido como o Tempo de Dificuldades (em russo: Смутное Время), que incluiu uma guerra civil entre fações, as intervenções externas da Polônia e Suécia, e um forte descontentamento popular. Falso Dimitri I e sua guarnição polonesa foram expulsos. Basílio Chuiski foi proclamado czar em 1606. Em sua tentativa de recuperar o trono, Chuiski aliou-se com os suecos. Falso Dimitri II, aliado dos poloneses, apareceu. Em 1610 aparentemente foi proclamado czar, e os poloneses ocuparam Moscou. A ocupação levou a um ressurgir do patriotismo entre os russos, e um novo exército, financiado por mercadores do norte e abençoado pela Igreja Ortodoxa, expulsou os poloneses. Em 1609 oficialmente Polônia interveio (invasões anteriores foram feitas por exércitos particulares). Em 1610 os boiados russos assinaram um tratado de paz, reconhecendo Ladislau IV da Polônia, filho do rei polonês Sigismundo Vasa, como czar (no entanto sofreu oposição de seu pai). Os adversários foram derrotados pelo exército polonês em Kluszin. Em 1611, um terceiro falso Dimitri apareceu, porém logo foi desmascarado, apreendido e executado. 
Em 1612 os poloneses foram expulsos de Moscou por um exército sob o comando de Dimitri Pozharski. Também conseguiram recuperar o controle sobre alguns territórios, dentre eles Smolensk, que em 1509 foi perdido para a Comunidade Polaco-Lituana. Em 1613 um novo Zemski Sobor proclamou o boiardo Miguel Romanov como czar, dando início ao reinado da dinastia Romanov, que se estenderia por 304 anos.
Por mais de uma década a Rússia esteve em uma situação caótica, porém a instituição de uma autocracia continuou intacto. Apesar da perseguição do czar contra os boiardos, a insatisfação popular e o gradual enservamento dos camponeses, esforços para restringir o poder do czar apenas tiveram pouco efeito. Não encontrando uma alternativa para a autocracia, russos descontentes organizaram-se em torno de vários pretendentes ao trono. Durante este período, o objetivo da atividade política era ganhar influência sobre o autocrata ou para colocar um de seus candidatos no trono. Os boiardos lutaram entre si, as classes mais baixas se revoltaram cegamente, e exércitos estrangeiros poloneses ocuparam o Kremlin em Moscou, levando muitos a aceitar imediatamente o absolutismo czarista como uma necessidade para restaurar a ordem e a unidade na Rússia.

## Os Romanovs no poder
A tarefa imediata da nova dinastia era restaurar a ordem. Para a sorte da Rússia, seus maiores rivais, Polônia e Suécia travaram uma guerra entre si, que deu oportunidade para fazer a paz com a Suécia em 1617 e assinar um trégua com a Polônia em 1619. Após tentar sem sucesso recuperar Smolensk, sob domínio polonês, em 1632, fez a paz com a Polônia dois anos depois. O rei polonês Ladislau IV, cujo pai e antecessor Segismundo III foi eleito por boiardos russos como czar da Rússia durante o Período de Confusão, renunciou a todas as suas reivindicações ao título como condição do tratado de paz.
Os primeiros governantes Romanovs foram fracos. Sob Mikhail, os assuntos do Estado caíram nas mãos de Filaret, pai do czar, que em 1619 se tornou patriarca da Igreja Ortodoxa. Seu filho Aleksey (reinou de 1645 a 1676), confiou a um boiardo, Boris Morozov, para dirigir seu governo. De tal posição Morozov abusou ao explorar a população. Como resultado, em 1648 Morozov foi demitido do cargo em meio ao motim do sal em Moscou.
Graças ao crescimento da burocracia central governamental o sistema autocrático sobreviveu ao Período de Confusão e ao reinado de czar fracos e/ou corruptos.
Funcionários do governo continuaram a servir apesar da legitimidade do governante ou da facção boiarda controlando o trono. No século XVII, a burocracia expandiu-se dramaticamente. O número de departamentos governamentais (prikazy; sing. prikaz) aumentou para 23 em 1613 e 80 no meio do século. Apesar de os departamentos por vezes apresentantes jurisdições conflitantes, o governo central, através dos governadores das províncias, foi capaz de controlar e regular todos os grupos sociais, assim como o comércio, manufatura e a Igreja Ortodoxa.
O compreensivo  código legal introduzido em 1649 ilustrou a extensão do controle do Estado sobre a sociedade russa. Nessa época, os boiardos foram assimilados pela nova elite, que eram servidores dvoryanstvo. O estado requeria o serviço tanto da velha quanto da nova nobreza, principalmente em assuntos militares devido ao permanente estado de guerra nas fronteiras oeste e sul e dos ataques de nômades. Em troca, a nobreza recebia terras e camponeses. No século anterior, o regime gradualmente reduziu os direitos dos camponeses para transferi-los de um senhor de terras para outro. O código de 1649 oficialmente fixava os camponeses em seus domicílios. O Estado sancionou completamente a servidão, e camponeses se tornaram fugitivos do estado. Os senhores de terra tinham total poder sobre seus camponeses. Camponeses vivendo em terras controladas pelo Estado, no entanto, não eram considerados servos.
Eles eram organizados em comunas, as quais eram responsáveis por taxas e outras obrigações. Na condição de servos, no entanto, os camponeses estatais eram fixos à terra aonde trabalhavam. Comerciantes urbanos de classe média e artesãos tinham taxas, e, como os servos, eram proibidos de mudar de residência. Ao encadeamento da sociedade moscovita em domicílios específicos o código legal de 1649 moldou o movimento e subordinou o povo aos interesses do Estado.
Sob este código, crescentes taxas e regulações estatais acabaram por exacerbaram o descontentamento social que vinha desde o Período de Confusão. Nos anos 1650 e 1660 aumentou dramaticamente o número de camponeses fugitivos. Um dos refúgios favoritos era a região do rio Don, domínio dos cossacos do Don. Uma grande revolta ocorreu em 1670 e 1671 na região do rio Volga, liderada pelo cossaco originário do Don Stenka Razin. Tal revolta foi composta por cossacos ricos que estavam estabelecidos na região e servos fugitivos procurando terras livres. A inesperada revolta tomou a região do vale do rio Volga e ainda ameaçou Moscou. Tropas czaristas reprimiram a a revolta, após os rebeldes terem ocupado muitas cidades ao longo da região do Volga em uma operação cujo agitador capturou a imaginação das futuras gerações de russos. Razin foi publicamente torturado e executado.

## Expansão territorial
Ao longo do século XVII as políticas expansionistas do estado russo continuaram. No sudoeste anexou a seus domínios o leste da Ucrânia, até então sob domínio polonês. Os cossacos ucranianos, guerreiros organizados em formações militares, viviam nas áreas fronteiriças entre a Polônia, Rússia e as terras tártaras. Apesar de terem servido como mercenários no exército polonês, os cossacos zaporojianos continuaram independentes e promoveram numerosas rebeliões contra os poloneses. Em 1648, os camponeses da Ucrânia se juntaram aos rebeldes cossacos, liderados por Bogdan Khmelnitsky. Sob o domínio polonês os camponeses sofriam opressão a nível religioso e social. De início os ucranianos eram aliados dos tártaros, os quais ajudaram-nos a se libertar o domínio polonês. Eis que os poloneses convenceram os tártaros a mudar de lado e os ucranianos tiveram de pedir ajuda militar para manter sua posição. Em 1654 Bohdan Khmelnytsky pediu ao czar moscovita, Aleksey I, que colocasse sob sua proteção a Ucrânia. Aleksey aceitou o acordo, que foi retificado pelo Tratado de Pereyaslav, levando a uma guerra pró-traçada entre Polônia e Rússia. O Tratado de Andrusovo, que acabou com a guerra em 1667, dividiu a Ucrânia ao longo do rio Dniepre. A porção ocidental permaneceu sob domínio da Polônia, enquanto que a porção oriental passou para a Rússia.
No leste foi anexada aos domínios da Rússia a Sibéria Ocidental no século XVI. Desta base, mercadores, comerciantes e exploradores avançaram do rio Ob ao rio Ienissei, e em seguida ao rio Lena e a costa do oceano Pacífico. Em 1648, o líder cossaco Semyon Dezhnev abriu a passagem entre Ásia e América. Em meados do século XVII, os domínios moscovitas alcançaram o rio Amur e as fronteiras do Império Chinês, na época governado pela dinastia Manchu. Após um conflito com os chineses, a Rússia fez em 1689 um acordo de paz com a China, o tratado de Nerchinsk. Por conta de tal acordo os russos abandonaram suas reivindicações sobre o vale do Amur, porém ganharam acesso à região a leste do lago Baikal e a rota comercial para Beijing. Tal área só viria a ser anexada pela Rússia entre 1858 a 1860.
No sudoeste a expansão russa, em especial a incorporação da Ucrânia Oriental, teve consequências inesperadas. A maioria dos ucranianos eram ortodoxos, porém seu contato com o catolicismo romano e a Contrarreforma polonesa ainda trouxe trabalhos intelectuais ocidentais. Através da Academia de Quieve, Rússia ganhou conexões para as influências polonesas e do centro da Europa para o vasto mundo ortodoxo. Apesar de a conexão ucraniano estimulou a criatividade em algumas áreas, ainda estabeleceu as práticas tradicionais religiosas e culturais russas. A Igreja Ortodoxa Russa descobriu que seu isolamento de Constantinopla causou variações em seus livros e práticas litúrgicas. O patriarca ortodoxo russo, Nikon, foi encarregado de fazer com que os textos russos estivessem de acordo com os originais gregos. Porém Nikon encontrou forte oposição que viam as correções como intrusões estrangeiras nocivas, ou talvez o trabalho do diabo. Quando a Igreja Ortodoxa forçou as reformas de Nikon, resultou-se um cisma em 1667. Aqueles que não aceitaram as reformas passaram a ser chamados de "velhos crentes" (starovery). Eles foram oficialmente taxados de heréticos e foram perseguidos pela Igreja e pelo regime. A principal figura da oposição, Avvakum, foi queimado na estaca. O racha subsequentemente tornou-se permanente e muitos mercadores e camponeses juntaram-se aos "velhos crentes".

## Conhecimento do ocidente sobre a Moscóvia
A Moscóvia permaneceu uma sociedade distante e desconhecida na Europa Ocidental até que o Barão Segismundo von Herberstein publicou seu Rerum Moscoviticarum Commentarii (literalmente Notas nos Assuntos Moscovitas) em 1549. Isto proveu uma visão compreensiva de um estado visitado muito raramente e pouco conhecido. Na década de 1630, a Moscóvia foi visitada por Adam Olearius, cujos escritos vivos e bem-informados foram foram traduzidos em todas as línguas principais da Europa.
Exploração posterior das terras russas foi conduzida por mercadores ingleses e holandeses. Um deles, o inglês Richard Chancellor, navegou pelo mar Branco em 1553 e continuou sua viagem terra adentro até Moscou. Em seu retorno à sua terra natal, a Companhia de Moscóvia foi formada por ele, Sebastião Caboto, sir Hugh Willoughby e outros mercadores londrinos. Ivã IV, o Terrível usou tais mercadores para trocar correspondências com Elizabeth I e provavelmente fez uma proposta para ela.

## Início do Império Russo
O artigo a seguir na série descreve como a Rússia ao longo do século XVIII se transformou de um estado tradicionalista, isolado e estático num império mais dinâmico, parcialmente ocidentalizado e secularizado. Esta transformação foi resultado da visão, energia e determinação de Pedro, o Grande. Historiadores não concordam sobre a extensão de o quanto o soberano sozinho transformou a Rússia, porém eles geralmente concordam que ele consolidou as fundações de um império construído nos dois séculos seguintes. A era que Pedro iniciou sinalizou o advento da Rússia como um grande poder europeu. Porém, apesar de o Império Russo desempenhar um papel de liderança no século seguinte, a manutenção da servidão prejudicou o progresso econômico em qualquer degrau significativo. Ao mesmo tempo que a economia da Europa Ocidental crescia de forma acelerada durante a Revolução Industrial, a Rússia encontrava-se muito atrasada nos planos social, político e econômico, criando novos problemas e contradições para o Império como uma grande potência.